# Ikarus 238
Az Ikarus 238 az Ikarus Karosszéria- és Járműgyár 1980 és 1986 között gyártott elővárosi autóbusztípusa.

## Története
Az 1970-es évek végén az Ikarus gyár nagy hangsúlyt fektetett a fejlődő országok piaci igényének kiszolgálására, így jórészt amerikai alkatrészek felhasználásával, 1980-ban elkészítette az afrikai exportra szánt 238-as típusú autóbuszát. A prototípus példányt több ponton is eltért az 1982-től sorozatgyártásban elkészült flottától: különbözött az alváz, a motor, az ajtókiosztás (2-0-0 helyett 1-0-1), a nyitható ablakok mennyisége (a prototípuson csak minden másodikat lehetett kinyitni), elhagyták a dupla fényszórókat. Elővárosi jellege ellenére a kocsikba városi üléseket szereltek be és a 200-as családhoz képest szokatlan módon orrmotoros kialakításúak lettek buszok. Három altípus (238.10, 238.20A és 238.20B) készült belőlük, amikből 1984 és 1986 között 34 darabot értékesítettek. Nagy részük Ghánában, a maradék pedig Gambiában állt forgalomba és csak az ülőhelyek (illetve utastéri kialakításuk) tekintetében tértek el egymástól:
| Altípus | Kialakítás |
| ------- | --- |
| 238.10  | kétszer kétsoros üléselrendezés (47 db)                                                                                  |
| 238.20A | bal oldalt egy soros, jobb oldalt a hátsó ajtóig két soros üléselrendezés; hátsó ajtónál kalauzülés és peronrész (27 db) |
| 238.20B | 238.20A-hoz hasonló kialakítás, de a hátsó peronrésznél további 6 db ülést szereltek be (33 db)                          |

1984-ben a General Motors közreműködésében 238.30-as típusjelzéssel is készült egy példány, ami több szempontból is különbözik a szériajárművektől: a erősebb motort kapott, amit a busz végébe helyeztek át – ennek köszönhetően hosszabb is lett –, 1-2-0 lett az ajtókialakítás, illetve az ülésekből 41 darabot építettek be, amikből a második ajtó után oldalaként 3-3-at elforgatva. A 30-as altípus a vevő kérésére trópusi ülésekkel is felszerelhető lett volna, azonban nem került gyártásba, az egyetlen elkészült példányt pedig Magyarországon értékesítették.